# Liolaemus calchaqui
Liolaemus calchaqui är en ödleart som beskrevs av  Lobo och KRETZSCHMER 1996. Liolaemus calchaqui ingår i släktet Liolaemus och familjen Tropiduridae. Inga underarter finns listade i Catalogue of Life.